# Heinrich-Hueter-Hütte
Die Heinrich-Hueter-Hütte ist eine Schutzhütte der Sektion Vorarlberg des ÖAV und liegt im Montafon auf 1766 m ü. A. Die Hütte wurde 1909 gegründet, der Name stammt vom Vorsitzenden des Vorarlberger Alpenvereins Heinrich Hueter. Die Hütte ist mit dem Umweltgütesiegel des deutschen und österreichischem Alpenverein ausgezeichnet. Die Heinrich-Hueter-Hütte ist einerseits als Wanderziel im Rellstal erreichbar, andererseits Ausgangspunkt für alpine Klettertouren im mittleren Schwierigkeitsgrad auf die Zimba und den Saulakopf.

## Zustiege zur Hütte
- Von der Bergstation der Lünerseebahn, Douglasshütte (1979 m ü. A.) beträgt die Gehzeit 2 Stunden.
- Von der Bergstation Golmerbahn (1890 m ü. A.) beträgt die Gehzeit 3 Stunden.
- Von Vandans (648 m ü. A.) beträgt die Gehzeit 3 Stunden 15 Minuten.

## Übergänge
- Lindauer Hütte, 1744 m ü. A., Gehzeit ca. 4 Stunden
- Mannheimer Hütte, 2679 m ü. A.
- Douglasshütte, 1976 m ü. A., Gehzeit ca. 2 Stunden 30 Minuten
- Sarotlahütte, 1645 m ü. A., Gehzeit ca. 4 Stunden
- Haus Matschwitz, 1500 m ü. A., Gehzeit ca. 2 Stunden 45 Minuten
- Totalphütte, 2385 m ü. A., Gehzeit ca. 4 Stunden

## Bergtouren
- Zimba 2643 m ü. A., Normalweg
- Saulakopf Klettersteig (D/E)[2]

## Karten
- Schweizer Landeskarte 1157 Sulzfluh
- Schweizer Landeskarte 238 Montafon